# Листвянка (Іжморський округ)
Листвя́нка (рос. Листвянка) — присілок у складі Іжморського округу Кемеровської області, Росія.

## Населення
Населення — 32 особи (2010; 57 у 2002).
Національний склад (станом на 2002 рік):
- росіяни — 98 %